# Stefan Żywotko
Stefan Żywotko (ur. 9 stycznia 1920 w Zniesieniu, zm. 10 lutego 2022 w Szczecinie) – polski piłkarz grający na pozycji obrońcy lub pomocnika i trener piłkarski. Jest najbardziej utytułowanym polskim szkoleniowcem za granicą. Sukcesy odnosił w algierskim JS Kabylie, którego trenerem był przez 14 lat.

## Kariera piłkarska
Urodził się w Zniesieniu, dziś dzielnicy Lwowa. Wychował się we Lwowie, z którym był związany do 1944 roku.
Swoją przygodę z piłką rozpoczął w LKS Zniesieńczanka. Po wybuchu II wojny światowej Żywotko trafił do założonego przez Rosjan Spartaka Lwów, gdzie grał razem z Kazimierzem Górskim.
W 1944 roku został powołany do polskiego wojska. Brał udział w I Igrzyskach Ziem Odzyskanych i Północnych.
Po wojnie grał w Arkonii Szczecin, gdzie w 1950 roku zakończył karierę.

## Kariera trenerska
W 1956 roku rozpoczął swą pierwszą szkoleniową pracę w Arkonii. Podczas 9 lat pracy ze szczecińskim klubem zaliczył awans do ekstraklasy, ale także, jedyny w swojej karierze trenerskiej, spadek.
W 1965 roku objął stanowisko szkoleniowca innego szczecińskiego klubu – Pogoni. Już w pierwszym sezonie pracy, w składzie z takimi zawodnikami jak Jerzy Krzystolik, czy Waldemar Folbrycht, wywalczył awans do 1. ligi.
W latach 1970–1972 ponownie pełnił rolę trenera Arkonii, a następnie (od sezonu 1973/1974) z powodzeniem prowadził Wartę Poznań (awans do 2. ligi) oraz Arkę Gdynia (od lata 1975; awans do 1. ligi).
W latach 1977–1991 trenował algierski JS Kabylie, z którym siedmiokrotnie triumfował w lidze algierskiej oraz dwukrotnie w Afrykańskiej Lidze Mistrzów.
Zmarł 10 lutego 2022 w Szczecinie. Pochowany został na cmentarzu Centralnym w Szczecinie (kwatera 79F).

## Sukcesy
- Mistrzostwo Algierii: 1980, 1982, 1983, 1985, 1986, 1989, 1990
- Afrykańska Liga Mistrzów (zwycięzca): 1981, 1990
- Puchar Algierii (zwycięzca): 1986